# 理化工業
理化工業株式会社は、東京都大田区に本社を置く電気機器メーカー。

## 特色
計測・制御のサービス企業として、ハード（温度、圧力、電力等の工業用制御機器として各種調節計、電力調整器 、フィールドネットワークに接続する通信変換器、装置や機械向けに専用設計された制御機器、温度、圧力など高精度な 測定のためのセンサ類など）＋ソフト（提案、エンジニアリング、ビフォアーサービス、アフターサービス、サポート）＋周辺機器ソリューションを提供している中堅企業。
茨城県結城郡八千代町佐野に自社工場（茨城事業所）を持ち製品のほとんどは、この工場で製造されている。
特定の企業グループ等に属する事なく産業界に広く取引先を持つのが特長である。

## 沿革
- 1937年 - 5月20日 東京都世田谷区にAH研究所として創業　高周波電流測定用の真空熱電対を開発。
- 1939年 - 東京都大田区久が原に本社工場新設にともない株式会社 東京理化工業研究所に社名変更。
- 1943年 - 現在の理化工業株式会社に社名変更。
- 1944年 - 3月3日 理化工業株式会社として登記 (会社成立)。
- 1946年 - バイメタルタイプのパン焼き用温度調節計を完成、表面温度計"HP-9"を完成。
- 1952年 - 電子管式発信型熱電温度調節計"PV-1"を完成。
- 1963年 - 東京都大田区久が原に本社社屋完成。
- 1968年 - 茨城県結城郡八千代町に工場を建設。樹脂圧力センサ "CZ-1P"を完成。
- 1969年 - 海外市場へ進出。アメリカ合衆国、香港、台湾に代理店を設置。
- 1971年 - 茨城工場を増設し茨城事業所と命名 。
- 1978年 - 加熱/冷却PID制御の温度調節計 "MD-51"と"MF-51"を完成。
- 1982年 - PIDオートチューニング機能を実用化したデジタル指示温度調節計 "REX-C1000"を完成。
- 1983年 - 多点温度調節計 "REX-Z2000"を完成。
- 1987年 - 温度制御技術で広く業界に貢献したことを評価され、『国務大臣科学技術庁長官賞』を受賞。押出成形ラインプロセスコントローラ "FAREX-E1"を完成。
- 1994年 - モジュール型調節計 "FAREX SR Mini" を完成。
- 1997年 - 品質マネジメントシステム "ISO9001"を取得。
- 2001年 - 環境マネジメントシステム "ISO14001"を取得。
- 2002年 - 茨城事業所を増設し、新工場を設立。
- 2007年 - 現住所(東京都大田区久が原)に本社新社屋を完成 。
- 2008年 - 温度のJCSS校正事業者登録。
- 2009年 - Web販売サイト "Shop RKC"を開設。
- 2011年 - SSR(ソリッドステートリレー)内蔵 1ch調節計[温度調節計] "SB1" を完成。

## 主な商品
- 制御機器
  - プロセス/温度調節計、指示計、温度センサ（熱電対/白金測温抵抗体）、電力調整器、記録計、樹脂圧力センサ、記録計、通信変換器、レベルセンサ、制御ユニット
- サービス
  - JCSS温度校正(白金測温抵抗体：Pt100 および 熱電対：E、J、K、N、T)、制御機器の校正、エンジニアリング

## 受賞
- 「国務大臣科学技術庁長官賞」(1987年)

## 関連会社
アメリカ合衆国の現地法人
- RKC Instrument USA Office